# Torneo Clausura 2017 (Chile)
El Campeonato Nacional de Primera División de la Asociación Nacional de Fútbol Profesional de Chile o simplemente Campeonato Nacional de Clausura Scotiabank 2017 (por razones de patrocinio), fue la edición N° 100 de este torneo. Fue el primer torneo del año 2017 de la Primera División de Chile y el segundo de la temporada 2016-17.
Su organización estuvo a cargo de la Asociación Nacional de Fútbol Profesional de Chile (ANFP) y contó con la participación de 16 equipos. La competición se disputó bajo el sistema de todos contra todos, en una sola rueda.
El campeón fue Universidad de Chile, que, con 30 puntos en total, se adjudicó su décimo octavo título de la Primera División de Chile.

## Reglamento de juego
Se jugaron 15 fechas, bajo el sistema conocido como todos contra todos, en una sola rueda. En este torneo se observó el sistema de puntos, de acuerdo a la reglamentación de la Internacional F.A. Board, asignándose tres puntos, al equipo que resulte ganador; un punto, a cada uno en caso de empate; y cero punto al perdedor.
El orden de clasificación de los equipos, se determinó en una tabla de cómputo general, de la siguiente manera:
- 1) Mayor cantidad de puntos

- 2) Mayor diferencia de goles a favor; en caso de igualdad;

- 3) Mayor cantidad de goles convertidos; en caso de igualdad;

- 4) Mayor cantidad de goles de visita marcados; en caso de igualdad;

- 5) Menor cantidad de tarjetas rojas recibidas; en caso de igualdad;

- 6) Menor cantidad de tarjetas amarillas recibidas; en caso de igualdad;

- 7) Sorteo.

En cuanto al campeón del torneo, se definirá de acuerdo al siguiente sistema:
- A) Mayor cantidad de puntos obtenidos; en caso de igualdad;

- B) Partido de definición en cancha neutral.

En caso de que la igualdad sea de más de dos equipos, esta se dejará reducida a dos clubes, de acuerdo al orden de clasificación de los equipos determinado anteriormente.

## Árbitros
Esta es la lista de todos los árbitros disponibles que pudieron dirigir partidos este torneo. Enrique Osses se retiró de la actividad, para asumir la presidencia de la Comisión de Árbitros de la ANFP, en reemplazo del también exárbitro FIFA y exárbitro de la Primera División, Pablo Pozo, que ocupó ese cargo, en los últimos 4 años.(La lista de árbitros completa se encuentra en la ANFP, sección Institucional, sección Árbitros). Además, el árbitro de la Primera B, Christian Rojas, volvió a arbitrar en la Primera División, convirtiéndose en el nuevo árbitro de la categoría, debido al retiro de Osses. Para el Torneo de Clausura, el árbitro de la Primera B, Héctor Jona se integra a la Primera División, reemplazando a Claudio Puga, que se retiró del fútbol, para ser asistente de Enrique Osses, en la Comisión de Árbitros de la ANFP.
| Árbitros           | Edad    | Categoría |
| ------------------ | ------- | --------- |
| Cristián Andaur    | 46 años |           |
| Franco Arrué       | 47 años |           |
| Julio Bascuñán     | 47 años |           |
| César Deischler    | 48 años |           |
| Eduardo Gamboa     | 48 años |           |
| Francisco Gilabert | 43 años |           |
| Felipe González    | 45 años |           |
| Angelo Hermosilla  | 46 años |           |
| Héctor Jona        | 43 años |           |
| Piero Maza         | 40 años |           |
| Jorge Osorio       | 47 años |           |
| Patricio Polic     | 52 años |           |
| Christian Rojas    | 49 años |           |
| Roberto Tobar      | 47 años |           |
| Rafael Troncoso    | 48 años |           |
| Carlos Ulloa       | 49 años |           |

## Equipos participantes

### Equipos por región
| Equipo                    | Región        | Comuna o ciudad          |
| ------------------------- | ------------- | ------------------------ |
| Deportes Iquique          | Tarapacá      | Iquique                  |
| Deportes Antofagasta      | Antofagasta   | Antofagasta              |
| Cobresal                  | Atacama       | El Salvador              |
| Everton                   | Valparaíso    | Viña del Mar             |
| San Luis de Quillota      | Valparaíso    | Quillota                 |
| Santiago Wanderers        | Valparaíso    | Valparaíso               |
| Audax Italiano            | Metropolitana | Santiago (La Florida)    |
| Colo-Colo                 | Metropolitana | Santiago (Macul)         |
| Palestino                 | Metropolitana | Santiago (La Cisterna)   |
| Unión Española            | Metropolitana | Santiago (Independencia) |
| Universidad Católica      | Metropolitana | Santiago (Las Condes)    |
| Universidad de Chile      | Metropolitana | Santiago (Nuñoa)         |
| O'Higgins                 | O'Higgins     | Rancagua                 |
| Huachipato                | Biobío        | Talcahuano               |
| Universidad de Concepción | Biobío        | Concepción               |
| Deportes Temuco           | Araucanía     | Temuco                   |

| Audax Italiano Universidad de Chile Colo-Colo Universidad Católica Unión Española Palestino |

## Información
| Equipo                    | Entrenador            | Estadio                          | Capacidad | Marca        | Patrocinador      |
| ------------------------- | --------------------- | -------------------------------- | --------- | ------------ | ----------------- |
| Audax Italiano            | Hugo Vilches          | Bicentenario de La Florida       | 12.000    | Macron       | Traverso          |
| Cobresal                  | Rubén Vallejos        | El Cobre                         | 20.000    | Lotto        | PF                |
| Colo-Colo                 | Pablo Guede           | Monumental                       | 47.000    | Under Armour | DirecTV           |
| Deportes Antofagasta      | Fernando Vergara      | Regional Calvo y Bascuñán        | 21.000    | Cafu         | Escondida         |
| Deportes Iquique          | Jaime Vera            | Tierra de Campeones              | 12.000    | Rete         | UNAP              |
| Deportes Temuco           | Dalcio Giovagnoli     | Bicentenario Germán Becker       | 18.500    | Joma         | Rosen             |
| Everton                   | Pablo Sánchez         | Sausalito                        | 23.500    | Pirma        | Viña del Mar      |
| Huachipato                | Miguel Ponce          | Huachipato-CAP Acero             | 10.500    | Mitre        | PF                |
| O'Higgins                 | Cristián Arán         | El Teniente                      | 15.500    | New Balance  | VTR               |
| Palestino                 | German Cavalieri      | Municipal de La Cisterna         | 10.000    | Training     | Bank Of Palestine |
| San Luis                  | Miguel Ramírez        | Lucio Fariña Fernández           | 7.703     | Luanvi       | PF                |
| Santiago Wanderers        | Silvio Fernández      | Elías Figueroa Brander           | 23.000    | Macron       | TPS               |
| Unión Española            | Martín Palermo        | Santa Laura Universidad-SEK      | 22.000    | Kappa        | Universidad SEK   |
| Universidad Católica      | Mario Salas           | San Carlos de Apoquindo          | 15.000    | Umbro        | DirecTV           |
| Universidad de Chile      | Ángel Guillermo Hoyos | Nacional Julio Martínez Pradanos | 48.000    | Adidas       | Chevrolet         |
| Universidad de Concepción | Francisco Bozán       | Alcaldesa Ester Roa Rebolledo    | 30.500    | KS7          | UdeC              |

Nota: Los técnicos debutantes en este torneo están en cursiva.

#### Cambios de entrenadores
Los entrenadores interinos aparecen en cursiva.
| Equipo             | Entrenador        | Fechas  |
| ------------------ | ----------------- | ------- |
| Deportes Temuco    | Luis Landeros     | 1 - 3   |
| Deportes Temuco    | Dalcio Giovagnoli | 4 - 15  |
| Palestino          | Nicolas Córdova   | 1 - 6   |
| Palestino          | Omar Toloza       | 7 - 8   |
| Palestino          | Germán Cavalieri  | 9 - 15  |
| Cobresal           | Emiliano Astorga  | 1 - 9   |
| Cobresal           | Rubén Vallejos    | 10 - 15 |
| Santiago Wanderers | Eduardo Espinel   | 1 - 11  |
| Santiago Wanderers | Silvio Fernández  | 12 - 15 |

## Clasificación
| Pos. | Equipo                    | Pts. | PJ | G | E | P  | GF | GC | Dif. |  |
| ---- | ------------------------- | ---- | -- | - | - | -- | -- | -- | ---- |  |
| 1    | Universidad de Chile (C)  | 30   | 15 | 9 | 3 | 3  | 24 | 11 | +13  |  |
| 2    | Colo-Colo                 | 29   | 15 | 8 | 5 | 2  | 29 | 13 | +16  |  |
| 3    | Universidad de Concepción | 24   | 15 | 6 | 6 | 3  | 16 | 13 | +3   |  |
| 4    | Universidad Católica      | 23   | 15 | 7 | 2 | 6  | 25 | 23 | +2   |  |
| 5    | Unión Española            | 22   | 15 | 6 | 4 | 5  | 25 | 21 | +4   |  |
| 6    | Deportes Iquique          | 22   | 15 | 5 | 7 | 3  | 23 | 20 | +3   |  |
| 7    | Audax Italiano            | 22   | 15 | 6 | 4 | 5  | 23 | 23 | 0    |  |
| 8    | O'Higgins                 | 22   | 15 | 6 | 4 | 5  | 20 | 20 | 0    |  |
| 9    | Deportes Temuco           | 22   | 15 | 6 | 4 | 5  | 17 | 17 | 0    |  |
| 10   | Everton                   | 21   | 15 | 5 | 6 | 4  | 19 | 14 | +5   |  |
| 11   | Deportes Antofagasta      | 18   | 15 | 4 | 6 | 5  | 21 | 18 | +3   |  |
| 12   | San Luis de Quillota      | 18   | 15 | 5 | 3 | 7  | 19 | 25 | −6   |  |
| 13   | Huachipato                | 18   | 15 | 5 | 3 | 7  | 17 | 25 | −8   |  |
| 14   | Palestino                 | 14   | 15 | 3 | 5 | 7  | 16 | 25 | −9   |  |
| 15   | Santiago Wanderers        | 13   | 15 | 3 | 4 | 8  | 19 | 24 | −5   |  |
| 16   | Cobresal                  | 8    | 15 | 2 | 2 | 11 | 16 | 37 | −21  |  |

Actualizado a los partidos jugados el 21 de mayo de 2017.
 Fuente: RSSSF
     Campeón. Clasifica a la Copa Libertadores.
     Clasifica al Duelo de Subcampeones.

## Evolución de la tabla de posiciones
| Equipo / Fecha            | 01 | 02 | 03 | 04 | 05 | 06 | 07 | 08 | 09 | 10 | 11 | 12 | 13 | 14 | 15 |
| ------------------------- | -- | -- | -- | -- | -- | -- | -- | -- | -- | -- | -- | -- | -- | -- | -- |
| Universidad de Chile      | 13 | 9  | 12 | 11 | 9  | 7  | 5  | 5  | 5  | 3  | 2  | 3  | 2  | 1  | 1  |
| Colo-Colo                 | 1  | 1  | 1  | 1  | 1  | 1  | 1  | 2  | 2  | 1  | 1  | 1  | 1  | 2  | 2  |
| Universidad de Concepción | 5  | 4  | 6  | 5  | 6  | 5  | 8  | 9  | 6  | 8  | 10 | 7  | 7  | 3  | 3  |
| Universidad Católica      | 6  | 8  | 14 | 14 | 15 | 11 | 9  | 8  | 9  | 11 | 9  | 6  | 8  | 4  | 4  |
| Unión Española            | 16 | 16 | 10 | 8  | 5  | 3  | 6  | 7  | 4  | 7  | 6  | 4  | 4  | 6  | 5  |
| Deportes Iquique          | 3  | 2  | 2  | 2  | 2  | 2  | 2  | 1  | 1  | 2  | 3  | 2  | 3  | 7  | 6  |
| Audax Italiano            | 2  | 10 | 5  | 3  | 3  | 8  | 7  | 6  | 8  | 6  | 5  | 9  | 5  | 8  | 7  |
| O'Higgins                 | 9  | 5  | 9  | 6  | 8  | 6  | 4  | 4  | 7  | 5  | 7  | 5  | 6  | 9  | 8  |
| Deportes Temuco           | 7  | 11 | 13 | 12 | 10 | 10 | 11 | 13 | 10 | 9  | 8  | 10 | 10 | 10 | 9  |
| Everton                   | 4  | 3  | 3  | 4  | 4  | 4  | 3  | 3  | 3  | 4  | 4  | 8  | 9  | 5  | 10 |
| Deportes Antofagasta      | 15 | 15 | 8  | 9  | 7  | 9  | 10 | 11 | 12 | 13 | 13 | 13 | 12 | 13 | 11 |
| San Luis de Quillota      | 12 | 14 | 15 | 10 | 13 | 14 | 14 | 14 | 14 | 12 | 12 | 12 | 13 | 11 | 12 |
| Huachipato                | 8  | 6  | 4  | 7  | 11 | 12 | 12 | 10 | 11 | 10 | 11 | 11 | 11 | 12 | 13 |
| Palestino                 | 11 | 13 | 16 | 16 | 16 | 16 | 16 | 16 | 16 | 15 | 14 | 14 | 14 | 14 | 14 |
| Santiago Wanderers        | 10 | 12 | 7  | 13 | 12 | 13 | 13 | 12 | 13 | 14 | 15 | 15 | 15 | 15 | 15 |
| Cobresal                  | 14 | 7  | 11 | 15 | 14 | 15 | 15 | 15 | 15 | 16 | 16 | 16 | 16 | 16 | 16 |

## Resultados
| Fecha 1              | Fecha 1   | Fecha 1                   | Fecha 1                 | Fecha 1       | Fecha 1 |
| Local                | Resultado | Visita                    | Estadio                 | Fecha         | Hora    |
| -------------------- | --------- | ------------------------- | ----------------------- | ------------- | ------- |
| Deportes Antofagasta | 0-2       | Everton                   | Calvo y Bascuñán        | 4 de febrero  | 12:00   |
| Unión Española       | 0-3       | Colo-Colo                 | Santa Laura             | 4 de febrero  | 18:00   |
| Audax Italiano       | 2-0       | Cobresal                  | La Florida              | 4 de febrero  | 20:30   |
| Deportes Iquique     | 2-0       | Universidad de Chile      | Cavancha                | 5 de febrero  | 12:00   |
| Palestino            | 1-2       | Universidad de Concepción | La Cisterna             | 5 de febrero  | 17:30   |
| Universidad Católica | 1-0       | San Luis                  | San Carlos de Apoquindo | 5 de febrero  | 20:00   |
| Deportes Temuco      | 1-0       | Huachipato                | Germán Becker           | 14 de febrero | 19:00   |
| Santiago Wanderers   | 1-2       | O'Higgins                 | Elías Figueroa          | 15 de marzo   | 20:00   |

| Fecha 2                   | Fecha 2   | Fecha 2              | Fecha 2        | Fecha 2       | Fecha 2 |
| Local                     | Resultado | Visita               | Estadio        | Fecha         | Hora    |
| ------------------------- | --------- | -------------------- | -------------- | ------------- | ------- |
| Cobresal                  | 3-1       | Deportes Antofagasta | El Cobre       | 10 de febrero | 18:00   |
| San Luis                  | 2-3       | Deportes Iquique     | Lucio Fariña   | 10 de febrero | 20:30   |
| Huachipato                | 3-2       | Palestino            | Huachipato-CAP | 11 de febrero | 12:00   |
| O'Higgins                 | 2-0       | Unión Española       | El Teniente    | 11 de febrero | 18:00   |
| Universidad de Chile      | 1-0       | Deportes Temuco      | Nacional       | 11 de febrero | 20:30   |
| Everton                   | 2-1       | Universidad Católica | Sausalito      | 12 de febrero | 12:00   |
| Colo-Colo                 | 4-0       | Audax Italiano       | Monumental     | 12 de febrero | 18:00   |
| Universidad de Concepción | 1-0       | Santiago Wanderers   | Ester Roa      | 12 de febrero | 20:30   |

| Fecha 3              | Fecha 3   | Fecha 3                   | Fecha 3          | Fecha 3       | Fecha 3 |
| Local                | Resultado | Visita                    | Estadio          | Fecha         | Hora    |
| -------------------- | --------- | ------------------------- | ---------------- | ------------- | ------- |
| Deportes Iquique     | 3-1       | Cobresal                  | Cavancha         | 17 de febrero | 17:00   |
| Huachipato           | 2-1       | Universidad de Chile      | Huachipato-CAP   | 17 de febrero | 19:30   |
| Santiago Wanderers   | 3-0       | Universidad Católica      | Elías Figueroa   | 18 de febrero | 12:00   |
| Palestino            | 0-2       | Audax Italiano            | La Cisterna      | 18 de febrero | 17:30   |
| Colo-Colo            | 2-1       | O'Higgins                 | Monumental       | 18 de febrero | 20:00   |
| Deportes Antofagasta | 5-0       | Universidad de Concepción | Calvo y Bascuñán | 19 de febrero | 12:00   |
| San Luis             | 1-1       | Everton                   | Lucio Fariña     | 19 de febrero | 18:00   |
| Unión Española       | 5-2       | Deportes Temuco           | Santa Laura      | 19 de febrero | 20:30   |

| Fecha 4                   | Fecha 4   | Fecha 4          | Fecha 4                 | Fecha 4       | Fecha 4 |
| Local                     | Resultado | Visita           | Estadio                 | Fecha         | Hora    |
| ------------------------- | --------- | ---------------- | ----------------------- | ------------- | ------- |
| Universidad de Concepción | 1-1       | Deportes Iquique | Ester Roa               | 24 de febrero | 19:00   |
| O'Higgins                 | 4-1       | Cobresal         | El Teniente             | 24 de febrero | 21:30   |
| Deportes Antofagasta      | 1-1       | Palestino        | Calvo y Bascuñán        | 25 de febrero | 12:00   |
| Universidad de Chile      | 0-0       | Everton          | Nacional                | 25 de febrero | 18:00   |
| Audax Italiano            | 3-2       | Huachipato       | La Florida              | 25 de febrero | 20:30   |
| Deportes Temuco           | 2-2       | Colo-Colo        | Germán Becker           | 26 de febrero | 12:00   |
| Santiago Wanderers        | 0-3       | San Luis         | Elías Figueroa          | 26 de febrero | 18:00   |
| Universidad Católica      | 2-3       | Unión Española   | San Carlos de Apoquindo | 26 de febrero | 20:30   |

| Fecha 5          | Fecha 5   | Fecha 5                   | Fecha 5      | Fecha 5    | Fecha 5 |
| Local            | Resultado | Visita                    | Estadio      | Fecha      | Hora    |
| ---------------- | --------- | ------------------------- | ------------ | ---------- | ------- |
| Deportes Iquique | 2-2       | Audax Italiano            | Cavancha     | 3 de marzo | 16:30   |
| Unión Española   | 3-0       | Huachipato                | Santa Laura  | 3 de marzo | 20:00   |
| Everton          | 2-2       | Santiago Wanderers        | Sausalito    | 4 de marzo | 12:00   |
| Colo-Colo        | 2-0       | Universidad Católica      | Monumental   | 4 de marzo | 17:30   |
| Cobresal         | 1-2       | Deportes Temuco           | El Cobre     | 4 de marzo | 20:30   |
| Palestino        | 1-3       | Universidad de Chile      | Nacional     | 5 de marzo | 18:00   |
| San Luis         | 0-5       | Deportes Antofagasta      | Lucio Fariña | 5 de marzo | 20:30   |
| O'Higgins        | 1-1       | Universidad de Concepción | El Teniente  | 6 de marzo | 20:30   |

| Fecha 6                   | Fecha 6   | Fecha 6              | Fecha 6                 | Fecha 6     | Fecha 6 |
| Local                     | Resultado | Visita               | Estadio                 | Fecha       | Hora    |
| ------------------------- | --------- | -------------------- | ----------------------- | ----------- | ------- |
| Deportes Temuco           | 0-2       | Everton              | Germán Becker           | 10 de marzo | 18:30   |
| Universidad de Concepción | 3-0       | San Luis             | Ester Roa               | 10 de marzo | 21:00   |
| Santiago Wanderers        | 0-2       | Colo-Colo            | Elías Figueroa          | 11 de marzo | 12:00   |
| Palestino                 | 0-2       | Deportes Iquique     | La Cisterna             | 11 de marzo | 17:30   |
| Universidad Católica      | 4-1       | Deportes Antofagasta | San Carlos de Apoquindo | 11 de marzo | 20:00   |
| Huachipato                | 0-2       | O'Higgins            | Huachipato-CAP          | 12 de marzo | 12:00   |
| Audax Italiano            | 0-3       | Universidad de Chile | La Florida              | 12 de marzo | 18:00   |
| Unión Española            | 3-0       | Cobresal             | Santa Laura             | 12 de marzo | 20:30   |

| Fecha 7              | Fecha 7   | Fecha 7                   | Fecha 7          | Fecha 7     | Fecha 7 |
| Local                | Resultado | Visita                    | Estadio          | Fecha       | Hora    |
| -------------------- | --------- | ------------------------- | ---------------- | ----------- | ------- |
| San Luis             | 2-2       | Palestino                 | Lucio Fariña     | 17 de marzo | 18:30   |
| Everton              | 2-0       | Universidad de Concepción | Sausalito        | 17 de marzo | 21:00   |
| Deportes Antofagasta | 1-1       | Santiago Wanderers        | Calvo y Bascuñán | 18 de marzo | 16:00   |
| Colo-Colo            | 0-0       | Huachipato                | Monumental       | 18 de marzo | 18:30   |
| Cobresal             | 1-2       | Universidad Católica      | El Cobre         | 19 de marzo | 17:00   |
| Universidad de Chile | 2-1       | Unión Española            | Nacional         | 19 de marzo | 19:30   |
| Deportes Temuco      | 1-1       | Audax Italiano            | Germán Becker    | 20 de marzo | 18:30   |
| O'Higgins            | 1-1       | Deportes Iquique          | El Teniente      | 20 de marzo | 21:00   |

| Fecha 8                   | Fecha 8   | Fecha 8              | Fecha 8                 | Fecha 8     | Fecha 8 |
| Local                     | Resultado | Visita               | Estadio                 | Fecha       | Hora    |
| ------------------------- | --------- | -------------------- | ----------------------- | ----------- | ------- |
| Deportes Antofagasta      | 1-1       | Unión Española       | Calvo y Bascuñán        | 31 de marzo | 19:30   |
| Universidad de Concepción | 0-0       | Universidad de Chile | Ester Roa               | 1 de abril  | 12:00   |
| Cobresal                  | 1-1       | Everton              | El Cobre                | 1 de abril  | 15:30   |
| Santiago Wanderers        | 5-2       | Palestino            | Elías Figueroa          | 1 de abril  | 18:00   |
| Universidad Católica      | 2-1       | Deportes Temuco      | San Carlos de Apoquindo | 1 de abril  | 20:30   |
| Deportes Iquique          | 3-2       | Colo-Colo            | Cavancha                | 2 de abril  | 12:00   |
| Huachipato                | 3-2       | San Luis             | Huachipato-CAP          | 2 de abril  | 15:30   |
| Audax Italiano            | 2-1       | O'Higgins            | La Florida              | 2 de abril  | 18:00   |

| Fecha 9                   | Fecha 9   | Fecha 9              | Fecha 9        | Fecha 9    | Fecha 9 |
| Local                     | Resultado | Visita               | Estadio        | Fecha      | Hora    |
| ------------------------- | --------- | -------------------- | -------------- | ---------- | ------- |
| Palestino                 | 0-0       | Universidad Católica | Santa Laura    | 7 de abril | 20:00   |
| Universidad de Chile      | 2-2       | Colo-Colo            | Nacional       | 8 de abril | 12:00   |
| Huachipato                | 0-0       | Deportes Antofagasta | Huachipato-CAP | 8 de abril | 15:30   |
| Everton                   | 0-0       | Deportes Iquique     | Sausalito      | 8 de abril | 18:00   |
| Universidad de Concepción | 4-0       | Cobresal             | Ester Roa      | 8 de abril | 20:30   |
| Deportes Temuco           | 2-0       | O'Higgins            | Germán Becker  | 9 de abril | 12:00   |
| San Luis                  | 1-0       | Audax Italiano       | Lucio Fariña   | 9 de abril | 17:00   |
| Unión Española            | 1-0       | Santiago Wanderers   | Santa Laura    | 9 de abril | 19:30   |

| Fecha 10             | Fecha 10  | Fecha 10                  | Fecha 10         | Fecha 10    | Fecha 10 |
| Local                | Resultado | Visita                    | Estadio          | Fecha       | Hora     |
| -------------------- | --------- | ------------------------- | ---------------- | ----------- | -------- |
| Cobresal             | 1-2       | San Luis                  | El Cobre         | 13 de abril | 19:30    |
| Deportes Iquique     | 1-2       | Huachipato                | Cavancha         | 15 de abril | 12:00    |
| Colo-Colo            | 3-0       | Universidad de Concepción | Monumental       | 15 de abril | 15:30    |
| O'Higgins            | 1-0       | Everton                   | El Teniente      | 15 de abril | 18:00    |
| Unión Española       | 1-2       | Palestino                 | Santa Laura      | 15 de abril | 20:30    |
| Santiago Wanderers   | 1-2       | Deportes Temuco           | Elías Figueroa   | 16 de abril | 15:30    |
| Deportes Antofagasta | 0-1       | Universidad de Chile      | Calvo y Bascuñán | 16 de abril | 18:00    |
| Audax Italiano       | 5-2       | Universidad Católica      | La Florida       | 16 de abril | 20:30    |

| Fecha 11             | Fecha 11  | Fecha 11                  | Fecha 11                | Fecha 11    | Fecha 11 |
| Local                | Resultado | Visita                    | Estadio                 | Fecha       | Hora     |
| -------------------- | --------- | ------------------------- | ----------------------- | ----------- | -------- |
| Universidad Católica | 5-2       | O'Higgins                 | San Carlos de Apoquindo | 21 de abril | 20:00    |
| Deportes Iquique     | 2-2       | Unión Española            | Cavancha                | 22 de abril | 12:00    |
| Universidad de Chile | 2-0       | Santiago Wanderers        | Nacional                | 22 de abril | 15:30    |
| Deportes Temuco      | 2-0       | Deportes Antofagasta      | Germán Becker           | 22 de abril | 18:00    |
| Everton              | 2-2       | Audax Italiano            | Sausalito               | 22 de abril | 20:30    |
| Palestino            | 3-2       | Cobresal                  | La Cisterna             | 23 de abril | 12:00    |
| San Luis             | 1-0       | Colo-Colo                 | Lucio Fariña            | 23 de abril | 15:30    |
| Huachipato           | 0-0       | Universidad de Concepción | Huachipato-CAP          | 23 de abril | 20:30    |

| Fecha 12                  | Fecha 12  | Fecha 12             | Fecha 12                | Fecha 12    | Fecha 12 |
| Local                     | Resultado | Visita               | Estadio                 | Fecha       | Hora     |
| ------------------------- | --------- | -------------------- | ----------------------- | ----------- | -------- |
| Universidad de Concepción | 1-0       | Deportes Temuco      | Ester Roa               | 28 de abril | 20:00    |
| Universidad Católica      | 3-1       | Universidad de Chile | San Carlos de Apoquindo | 29 de abril | 12:00    |
| Cobresal                  | 3-2       | Huachipato           | El Cobre                | 29 de abril | 15:30    |
| Santiago Wanderers        | 1-1       | Deportes Iquique     | Elías Figueroa          | 29 de abril | 18:00    |
| Unión Española            | 2-1       | Everton              | Santa Laura             | 29 de abril | 20:30    |
| O'Higgins                 | 2-1       | San Luis             | El Teniente             | 30 de abril | 12:00    |
| Deportes Antofagasta      | 1-0       | Audax Italiano       | Calvo y Bascuñán        | 30 de abril | 15:30    |
| Colo-Colo                 | 0-0       | Palestino            | Monumental              | 30 de abril | 18:00    |

| Fecha 13                  | Fecha 13  | Fecha 13             | Fecha 13       | Fecha 13  | Fecha 13 |
| Local                     | Resultado | Visita               | Estadio        | Fecha     | Hora     |
| ------------------------- | --------- | -------------------- | -------------- | --------- | -------- |
| Universidad de Concepción | 0-0       | Unión Española       | Ester Roa      | 5 de mayo | 18:00    |
| Universidad de Chile      | 4-0       | Cobresal             | Nacional       | 5 de mayo | 20:30    |
| Palestino                 | 1-1       | O'Higgins            | La Cisterna    | 6 de mayo | 12:00    |
| San Luis                  | 1-1       | Deportes Temuco      | Lucio Fariña   | 6 de mayo | 15:30    |
| Audax Italiano            | 3-0       | Santiago Wanderers   | La Florida     | 6 de mayo | 18:00    |
| Everton                   | 2-3       | Colo-Colo            | Sausalito      | 7 de mayo | 12:00    |
| Deportes Iquique          | 2-4       | Deportes Antofagasta | Cavancha       | 7 de mayo | 14:45    |
| Huachipato                | 2-1       | Universidad Católica | Huachipato-CAP | 7 de mayo | 17:15    |

| Fecha 14             | Fecha 14  | Fecha 14                  | Fecha 14                | Fecha 14   | Fecha 14 |
| Local                | Resultado | Visita                    | Estadio                 | Fecha      | Hora     |
| -------------------- | --------- | ------------------------- | ----------------------- | ---------- | -------- |
| Everton              | 2-0       | Huachipato                | Sausalito               | 12 de mayo | 20:00    |
| Santiago Wanderers   | 1-1       | Cobresal                  | Elías Figueroa          | 13 de mayo | 12:00    |
| Audax Italiano       | 0-3       | Universidad de Concepción | La Florida              | 13 de mayo | 15:30    |
| Universidad Católica | 2-0       | Deportes Iquique          | San Carlos de Apoquindo | 13 de mayo | 18:00    |
| San Luis             | 3-2       | Unión Española            | Lucio Fariña            | 13 de mayo | 20:30    |
| Deportes Temuco      | 1-0       | Palestino                 | Germán Becker           | 14 de mayo | 12:00    |
| Colo-Colo            | 1-1       | Deportes Antofagasta      | Monumental              | 14 de mayo | 15:00    |
| O'Higgins            | 0-3       | Universidad de Chile      | El Teniente             | 14 de mayo | 15:00    |

| Fecha 15                  | Fecha 15  | Fecha 15             | Fecha 15         | Fecha 15   | Fecha 15 |
| Local                     | Resultado | Visita               | Estadio          | Fecha      | Hora     |
| ------------------------- | --------- | -------------------- | ---------------- | ---------- | -------- |
| Huachipato                | 1-4       | Santiago Wanderers   | Huachipato-CAP   | 18 de mayo | 15:30    |
| Unión Española            | 1-1       | Audax Italiano       | Santa Laura      | 19 de mayo | 20:00    |
| Deportes Iquique          | 0-0       | Deportes Temuco      | Cavancha         | 20 de mayo | 12:00    |
| Cobresal                  | 1-3       | Colo-Colo            | La Portada       | 20 de mayo | 15:00    |
| Universidad de Chile (C)  | 1-0       | San Luis             | Nacional         | 20 de mayo | 15:00    |
| Universidad de Concepción | 0-0       | Universidad Católica | Ester Roa        | 20 de mayo | 20:00    |
| Palestino                 | 1-0       | Everton              | La Cisterna      | 21 de mayo | 12:00    |
| Deportes Antofagasta      | 0-0       | O'Higgins            | Calvo y Bascuñán | 21 de mayo | 16:00    |

## Campeón
| Huemul de plata                          |
| Campeón Universidad de Chile 18.º título |

## Copa Libertadores
| Equipo               | Clasificado | Vía            |
| -------------------- | ----------- | -------------- |
| Universidad de Chile | Chile 1     | 1.º de la Liga |

## Tabla acumulada 2016-2017
| Pos. | Equipo                    | Pts. | PJ | G  | E  | P  | GF | GC | Dif. |  |
| ---- | ------------------------- | ---- | -- | -- | -- | -- | -- | -- | ---- |  |
| 1    | Universidad Católica      | 54   | 30 | 16 | 6  | 8  | 62 | 41 | +21  |  |
| 2    | Colo-Colo                 | 52   | 30 | 14 | 10 | 6  | 55 | 33 | +22  |  |
| 3    | Universidad de Chile      | 51   | 30 | 14 | 9  | 7  | 47 | 33 | +14  |  |
| 4    | Deportes Iquique          | 50   | 30 | 13 | 11 | 6  | 51 | 42 | +9   |  |
| 5    | Unión Española            | 49   | 30 | 14 | 7  | 9  | 52 | 41 | +11  |  |
| 6    | O'Higgins                 | 48   | 30 | 13 | 9  | 8  | 43 | 35 | +8   |  |
| 7    | San Luis de Quillota      | 39   | 30 | 11 | 6  | 13 | 40 | 47 | −7   |  |
| 8    | Deportes Temuco           | 38   | 30 | 11 | 5  | 14 | 32 | 38 | −6   |  |
| 9    | Universidad de Concepción | 38   | 30 | 10 | 8  | 12 | 31 | 38 | −7   |  |
| 10   | Deportes Antofagasta      | 37   | 30 | 9  | 10 | 11 | 38 | 40 | −2   |  |
| 11   | Audax Italiano            | 37   | 30 | 10 | 7  | 13 | 40 | 51 | −11  |  |
| 12   | Everton                   | 36   | 30 | 8  | 12 | 10 | 41 | 42 | −1   |  |
| 13   | Huachipato                | 36   | 30 | 9  | 9  | 12 | 41 | 49 | −8   |  |
| 14   | Palestino                 | 35   | 30 | 9  | 8  | 13 | 41 | 44 | −3   |  |
| 15   | Santiago Wanderers        | 31   | 30 | 8  | 7  | 15 | 32 | 44 | −12  |  |
| 16   | Cobresal (D)              | 24   | 30 | 6  | 6  | 18 | 30 | 58 | −28  |  |

Actualizado a los partidos jugados el 21 de mayo de 2017.
 Fuente: RSSSF
     Disputará la Supercopa 2017, por ser el campeón con mayor puntaje en la tabla acumulada, frente al campeón de la Copa Chile 2016.
     Desciende a la Primera B.

### Evolución de la tabla acumulada
| Equipo / Fecha            | 01 | 02 | 03 | 04 | 05 | 06 | 07 | 08 | 09 | 10 | 11 | 12 | 13 | 14 | 15 | 16 | 17 | 18 | 19 | 20 | 21 | 22 | 23 | 24 | 25 | 26 | 27 | 28 | 29 | 30 |
| ------------------------- | -- | -- | -- | -- | -- | -- | -- | -- | -- | -- | -- | -- | -- | -- | -- | -- | -- | -- | -- | -- | -- | -- | -- | -- | -- | -- | -- | -- | -- | -- |
| Universidad Católica      | 9  | 11 | 10 | 12 | 8  | 5  | 9  | 3  | 3  | 2  | 3  | 2  | 1  | 1  | 1  | 1  | 1  | 2  | 2  | 4  | 4  | 3  | 2  | 2  | 3  | 2  | 1  | 1  | 1  | 1  |
| Colo-Colo                 | 10 | 6  | 12 | 9  | 14 | 14 | 15 | 12 | 8  | 7  | 9  | 6  | 8  | 7  | 5  | 4  | 3  | 3  | 3  | 2  | 2  | 2  | 3  | 4  | 2  | 3  | 5  | 3  | 2  | 2  |
| Universidad de Chile      | 13 | 12 | 7  | 5  | 5  | 10 | 7  | 10 | 12 | 11 | 10 | 8  | 9  | 8  | 7  | 7  | 6  | 7  | 7  | 6  | 6  | 6  | 6  | 6  | 6  | 6  | 6  | 6  | 4  | 3  |
| Deportes Iquique          | 1  | 1  | 1  | 1  | 1  | 1  | 1  | 2  | 1  | 1  | 2  | 1  | 2  | 2  | 2  | 2  | 2  | 1  | 1  | 1  | 1  | 1  | 1  | 1  | 1  | 1  | 2  | 2  | 3  | 4  |
| Unión Española            | 4  | 2  | 2  | 3  | 3  | 6  | 2  | 1  | 2  | 3  | 1  | 3  | 4  | 3  | 3  | 3  | 5  | 4  | 4  | 3  | 3  | 5  | 5  | 3  | 5  | 4  | 3  | 4  | 5  | 5  |
| O'Higgins                 | 5  | 3  | 5  | 4  | 4  | 2  | 4  | 6  | 5  | 5  | 4  | 4  | 3  | 4  | 4  | 5  | 4  | 5  | 5  | 5  | 5  | 4  | 4  | 5  | 4  | 5  | 4  | 5  | 6  | 6  |
| San Luis de Quillota      | 12 | 13 | 15 | 10 | 12 | 15 | 14 | 15 | 11 | 10 | 7  | 10 | 6  | 6  | 8  | 8  | 9  | 8  | 6  | 8  | 9  | 9  | 12 | 10 | 9  | 7  | 7  | 8  | 7  | 7  |
| Deportes Temuco           | 3  | 7  | 4  | 6  | 10 | 7  | 3  | 5  | 4  | 4  | 5  | 7  | 10 | 11 | 12 | 15 | 16 | 15 | 15 | 12 | 13 | 13 | 14 | 13 | 11 | 10 | 10 | 11 | 8  | 8  |
| Universidad de Concepción | 7  | 9  | 9  | 11 | 7  | 4  | 6  | 9  | 13 | 14 | 16 | 16 | 16 | 15 | 16 | 14 | 11 | 14 | 14 | 15 | 10 | 12 | 13 | 11 | 13 | 13 | 11 | 12 | 9  | 9  |
| Deportes Antofagasta      | 16 | 15 | 14 | 16 | 13 | 12 | 11 | 8  | 10 | 6  | 8  | 11 | 11 | 12 | 9  | 9  | 13 | 9  | 10 | 7  | 8  | 8  | 9  | 8  | 12 | 14 | 13 | 10 | 11 | 10 |
| Audax Italiano            | 14 | 16 | 16 | 15 | 16 | 13 | 12 | 14 | 14 | 15 | 14 | 12 | 13 | 14 | 15 | 13 | 15 | 13 | 9  | 9  | 11 | 10 | 8  | 12 | 10 | 11 | 12 | 9  | 13 | 11 |
| Everton                   | 15 | 14 | 13 | 14 | 15 | 16 | 16 | 16 | 16 | 13 | 13 | 14 | 12 | 13 | 14 | 11 | 10 | 10 | 11 | 11 | 7  | 7  | 7  | 7  | 7  | 8  | 8  | 13 | 10 | 12 |
| Huachipato                | 2  | 5  | 6  | 7  | 9  | 11 | 8  | 11 | 15 | 16 | 15 | 15 | 14 | 10 | 10 | 10 | 8  | 6  | 8  | 10 | 12 | 11 | 10 | 9  | 8  | 9  | 9  | 7  | 12 | 13 |
| Palestino                 | 11 | 8  | 8  | 8  | 6  | 9  | 13 | 13 | 6  | 8  | 6  | 9  | 5  | 5  | 6  | 6  | 7  | 11 | 12 | 13 | 14 | 14 | 15 | 15 | 14 | 12 | 14 | 14 | 14 | 14 |
| Santiago Wanderers        | 6  | 4  | 3  | 2  | 2  | 3  | 5  | 4  | 7  | 9  | 12 | 5  | 7  | 9  | 11 | 12 | 14 | 12 | 13 | 14 | 15 | 15 | 11 | 14 | 15 | 15 | 15 | 15 | 15 | 15 |
| Cobresal                  | 8  | 10 | 11 | 13 | 11 | 8  | 10 | 7  | 9  | 12 | 11 | 13 | 15 | 16 | 13 | 16 | 12 | 16 | 16 | 16 | 16 | 16 | 16 | 16 | 16 | 16 | 16 | 16 | 16 | 16 |

## Estadísticas

### Goleadores
Actualizado el 21 de mayo de 2017.
| Top 10               | Top 10               | Top 10 |
| Jugador              | Equipo               | Goles  |
| -------------------- | -------------------- | ------ |
| Felipe Mora          | Universidad de Chile | 13     |
| Esteban Paredes      | Colo-Colo            | 11     |
| Marcos Riquelme      | Audax Italiano       | 7      |
| Octavio Rivero       | Colo-Colo            | 7      |
| Álvaro Ramos         | Deportes Iquique     | 7      |
| Cris Martínez        | Deportes Temuco      | 7      |
| Cristian Insaurralde | O'Higgins            | 7      |
| Carlos González      | Huachipato           | 6      |
| Pablo Calandria      | O'Higgins            | 5      |
| Carlos Escobar       | San Luis             | 5      |

| Tabla de goleadores completa | Tabla de goleadores completa | Tabla de goleadores completa |
| Jugador                      | Equipo                       | Goles                        |
| ---------------------------- | ---------------------------- | ---------------------------- |
| Diego Churín                 | Unión Española               | 5                            |
| Diego Vallejos               | Audax Italiano               | 4                            |
| Ever Cantero                 | Cobresal                     | 4                            |
| Jaime Grondona               | Cobresal                     | 4                            |
| Andrés Vilches               | Colo-Colo                    | 4                            |
| Óscar Salinas                | Deportes Antofagasta         | 4                            |
| Diego Bielkewickz            | Deportes Iquique             | 4                            |
| Diego Torres                 | Deportes Iquique             | 4                            |
| Lucas Campana                | Deportes Temuco              | 4                            |
| Rubén Farfán                 | Santiago Wanderers           | 4                            |
| Javier Parraguez             | Santiago Wanderers           | 4                            |
| César Pinares                | Unión Española               | 4                            |
| Carlos Salom                 | Unión Española               | 4                            |
| Roberto Gutiérrez            | Universidad Católica         | 4                            |
| Fernando Manríquez           | Universidad de Concepción    | 4                            |
| Israel Poblete               | Cobresal                     | 3                            |
| Ramón Fernández              | Colo-Colo                    | 3                            |
| Bryan Carvallo               | Deportes Antofagasta         | 3                            |
| Flavio Ciampichetti          | Deportes Antofagasta         | 3                            |
| Raúl Becerra                 | Everton                      | 3                            |
| Wilson Morelo                | Everton                      | 3                            |
| Nicolás Orellana             | Everton                      | 3                            |
| Ángelo Sagal                 | Huachipato                   | 3                            |
| Claudio Sepúlveda            | Huachipato                   | 3                            |
| Mauro Caballero              | Palestino                    | 3                            |
| Fabián Carmona               | Palestino                    | 3                            |
| Víctor Morales               | San Luis                     | 3                            |
| David Terans                 | Santiago Wanderers           | 3                            |
| Luis Valenzuela              | Santiago Wanderers           | 3                            |
| Pablo Aránguiz               | Unión Española               | 3                            |
| Sebastián Jaime              | Unión Española               | 3                            |
| Diego Buonanotte             | Universidad Católica         | 3                            |
| Carlos Espinosa              | Universidad Católica         | 3                            |
| Jean Meneses                 | Universidad de Concepción    | 3                            |
| Bryan Carrasco               | Audax Italiano               | 2                            |
| César Cortés                 | Audax Italiano               | 2                            |
| Juan Pablo Miño              | Audax Italiano               | 2                            |
| Branco Ampuero               | Deportes Antofagasta         | 2                            |
| Ángelo Araos                 | Deportes Antofagasta         | 2                            |
| Kevin Harbottle              | Deportes Antofagasta         | 2                            |
| Gonzalo Bustamante           | Deportes Iquique             | 2                            |
| Steven Almeida               | Everton                      | 2                            |
| Maximiliano Cerato           | Everton                      | 2                            |
| Rodrigo Echeverría           | Everton                      | 2                            |
| Franco Ragusa                | Everton                      | 2                            |
| Leonardo Povea               | Huachipato                   | 2                            |
| Fabricio Fontanini           | O'Higgins                    | 2                            |
| Martín Rolle                 | O'Higgins                    | 2                            |
| Leonardo Valencia            | Palestino                    | 2                            |
| Alejandro Fiorina            | San Luis                     | 2                            |
| Sebastián Ramírez            | San Luis                     | 2                            |
| Boris Sagredo                | San Luis                     | 2                            |
| Luis García                  | Santiago Wanderers           | 2                            |
| Óscar Hernández              | Unión Española               | 2                            |
| Cristián Álvarez             | Universidad Católica         | 2                            |
| Fernando Cordero             | Universidad Católica         | 2                            |
| Fabián Manzano               | Universidad Católica         | 2                            |
| Santiago Silva               | Universidad Católica         | 2                            |
| Matías Rodríguez             | Universidad de Chile         | 2                            |
| Sebastián Ubilla             | Universidad de Chile         | 2                            |
| Jonathan Benítez             | Universidad de Concepción    | 2                            |
| Alexis Delgado               | Audax Italiano               | 1                            |
| David Drocco                 | Audax Italiano               | 1                            |
| Nicolás Ferreyra             | Audax Italiano               | 1                            |
| René Meléndez                | Audax Italiano               | 1                            |
| Camilo Melivilú              | Audax Italiano               | 1                            |
| Sergio Santos                | Audax Italiano               | 1                            |
| Miguel Escalona              | Cobresal                     | 1                            |
| Sebastián Gallegos           | Cobresal                     | 1                            |
| Lino Maldonado               | Cobresal                     | 1                            |
| Jorge Romo                   | Cobresal                     | 1                            |
| Iván Sandoval                | Cobresal                     | 1                            |
| Christofer Gonzales          | Colo-Colo                    | 1                            |
| Iván Morales                 | Colo-Colo                    | 1                            |
| Pedro Morales                | Colo-Colo                    | 1                            |
| Gabriel Suazo                | Colo-Colo                    | 1                            |
| Dino Agote                   | Deportes Antofagasta         | 1                            |
| Pablo Corral                 | Deportes Antofagasta         | 1                            |
| Hugo Droguett                | Deportes Antofagasta         | 1                            |
| Gabriel Sandoval             | Deportes Antofagasta         | 1                            |
| Gonzalo Villagra             | Deportes Antofagasta         | 1                            |
| Tomás Charles                | Deportes Iquique             | 1                            |
| Misael Cubillos              | Deportes Iquique             | 1                            |
| Felipe Reynero               | Deportes Iquique             | 1                            |
| Mathías Riquero              | Deportes Iquique             | 1                            |
| Manuel Villalobos            | Deportes Iquique             | 1                            |
| Miguel Aceval                | Deportes Temuco              | 1                            |
| Nicolás Canales              | Deportes Temuco              | 1                            |
| Cristián Canío               | Deportes Temuco              | 1                            |
| Orlando Gutiérrez            | Deportes Temuco              | 1                            |
| Sergio López                 | Deportes Temuco              | 1                            |
| Rodrigo Ureña                | Deportes Temuco              | 1                            |
| Dilan Zúñiga                 | Everton                      | 1                            |
| Kevin Hidalgo                | Huachipato                   | 1                            |
| Valber Huerta                | Huachipato                   | 1                            |
| Andrés Robles                | Huachipato                   | 1                            |
| Albert Acevedo               | O'Higgins                    | 1                            |
| Alejandro Márquez            | O'Higgins                    | 1                            |
| Pedro Muñoz                  | O'Higgins                    | 1                            |
| Renato César                 | Palestino                    | 1                            |
| Ezequiel Luna                | Palestino                    | 1                            |
| Franco Mazurek               | Palestino                    | 1                            |
| Ángel Melo                   | Palestino                    | 1                            |
| Sebastián Pinto              | Palestino                    | 1                            |
| Jason Silva                  | Palestino                    | 1                            |
| Benjamín Vidal               | Palestino                    | 1                            |
| Gonzalo Abán                 | San Luis                     | 1                            |
| Álvaro Césped                | San Luis                     | 1                            |
| Juan Pablo Gómez             | San Luis                     | 1                            |
| Ignacio Lara                 | San Luis                     | 1                            |
| John Santander               | San Luis                     | 1                            |
| José Luis Muñoz              | Santiago Wanderers           | 1                            |
| Óscar Opazo                  | Santiago Wanderers           | 1                            |
| Mario Parra                  | Santiago Wanderers           | 1                            |
| Lucas Domínguez              | Unión Española               | 1                            |
| Carlos Gómez                 | Unión Española               | 1                            |
| Fernando Meneses             | Unión Española               | 1                            |
| José Pedro Fuenzalida        | Universidad Católica         | 1                            |
| Enzo Kalinski                | Universidad Católica         | 1                            |
| Benjamín Kuscevic            | Universidad Católica         | 1                            |
| Germán Lanaro                | Universidad Católica         | 1                            |
| Carlos Lobos                 | Universidad Católica         | 1                            |
| Ricardo Noir                 | Universidad Católica         | 1                            |
| Jean Beausejour              | Universidad de Chile         | 1                            |
| Leandro Benegas              | Universidad de Chile         | 1                            |
| Gonzalo Espinoza             | Universidad de Chile         | 1                            |
| Yerko Leiva                  | Universidad de Chile         | 1                            |
| Gustavo Lorenzetti           | Universidad de Chile         | 1                            |
| Fabián Monzón                | Universidad de Chile         | 1                            |
| Francisco Alarcón            | Universidad de Concepción    | 1                            |
| Gonzalo Barreto              | Universidad de Concepción    | 1                            |
| Gustavo Mencia               | Universidad de Concepción    | 1                            |
| Waldo Ponce                  | Universidad de Concepción    | 1                            |
| Diego Soto                   | Universidad de Concepción    | 1                            |
| Renato Tarifeño              | Universidad de Concepción    | 1                            |
| Jorge Troncoso               | Universidad de Concepción    | 1                            |

     Máximo goleador del torneo.

### Asistencias
Actualizado el 22 de abril de 2017.
| Top 10             | Top 10           | Top 10      |
| Jugador            | Equipo           | Asistencias |
| ------------------ | ---------------- | ----------- |
| Gonzalo Bustamante | Deportes Iquique | 8           |
| Bryan Carrasco     | Audax Italiano   | 7           |
| Esteban Paredes    | Colo-Colo        | 7           |

     Máximo asistidor del torneo.

### Tripletas, pókers o manos
Aquí se encuentra la lista de tripletas o hat-tricks, póker de goles y manos (en general, tres o más goles anotados por un jugador en un mismo encuentro) convertidos en la temporada.
| Fecha      | Jugador         | Goles            | Local            | Resultado | Visitante            | Jornada |
| ---------- | --------------- | ---------------- | ---------------- | --------- | -------------------- | ------- |
| 17/02/2017 | Álvaro Ramos    | 38' · 54' · 78'  | Deportes Iquique | 3 - 1     | Cobresal             | 3       |
| 12/03/2017 | Felipe Mora     | 5' · 47' · 90+1' | Audax Italiano   | 0 - 3     | Universidad de Chile | 6       |
| 16/04/2017 | Marcos Riquelme | 48' · 53' · 72'  | Audax Italiano   | 5 - 2     | Universidad Católica | 10      |
| 18/05/2017 | Rubén Farfán    | 70' · 78' · 84'  | Huachipato       | 1 - 4     | Santiago Wanderers   | 15      |

## Minutos jugados por juveniles
- El reglamento del Campeonato Nacional de Clausura Scotiabank de la Primera División Temporada 2016-17, señala en su artículo 34 inciso 4, que “en todos los partidos del campeonato, deberán incluir en la planilla de juego, a lo menos dos jugadores chilenos, nacidos a partir del 01 de enero de 1996”. Está obligación, también se extiende a la Copa Chile MTS y a los torneos de la Primera B y la Segunda División Profesional.
- En la sumatoria de todos los partidos del campeonato nacional, separado el Apertura y Clausura, cada club deberá hacer jugar a lo menos, el equivalente al cincuenta por ciento (50%), de los minutos que dispute el club en el respectivo campeonato, sean estos de fase regular o postemporada a jugadores chilenos, nacidos a partir del 1 de enero de 1996. Para los efectos de la sumatoria, el límite a contabilizar por partido será de 90 minutos, según lo que consigne el árbitro en su planilla de juego”, apunta el reglamento. O sea, durante 675 minutos del certamen, los DT deberán tener en cancha a un juvenil.
- En el caso de cumplimiento entre el 45,1 % al 49,9 % de los minutos, la sanción será la pérdida de tres puntos más una multa de 500 UF, descontándose tanto de la tabla de la fase regular del respectivo campeonato, como de la tabla general acumulada. Si el cumplimiento de los minutos alcanza entre el 40,1 al 45 % de los minutos, el descuento será de seis puntos de pérdida y si el cumplimiento alcanza al 40 % o menos de los minutos, el descuento será de nueve puntos.

| Audax Italiano                           | 675 | 725  | 0 | 107,4% |
| Cobresal                                 | 675 | 919  | 0 | 136,1% |
| Colo-Colo                                | 675 | 1244 | 0 | 184,3% |
| Deportes Antofagasta                     | 675 | 1324 | 0 | 196,1% |
| Deportes Iquique                         | 675 | 709  | 0 | 105%   |
| Deportes Temuco                          | 675 | 782  | 0 | 115,9% |
| Everton                                  | 675 | 1260 | 0 | 186,7% |
| Huachipato                               | 675 | 1073 | 0 | 159%   |
| O'Higgins                                | 675 | 1260 | 0 | 186,7% |
| Palestino                                | 675 | 759  | 0 | 112,4% |
| San Luis                                 | 675 | 1241 | 0 | 183,9% |
| Santiago Wanderers                       | 675 | 1325 | 0 | 196,3% |
| Unión Española                           | 675 | 1338 | 0 | 198,2% |
| Universidad Católica                     | 675 | 981  | 0 | 145,3% |
| Universidad de Chile                     | 675 | 815  | 0 | 120,7% |
| Universidad de Concepción                | 675 | 684  | 0 | 101,3% |
| Última actualización: 21 de mayo de 2017 |     |      |   |        |

     Cumplieron con el reglamento.

     No cumplieron con el reglamento. Incurre en la pérdida de 3 puntos, más una multa de 500 UF.

## Otros datos y estadísticas
Fecha de actualización: 21 de mayo de 2017

### Récords de goles
- Primer gol del torneo: anotado por Nicolás Orellana, por Everton ante Deportes Antofagasta. (4 de febrero).
- Último gol del torneo: anotado por Franco Mazurek por Palestino ante Everton. (21 de mayo).
- Gol más rápido: anotado en el minuto 1 por Jorge Troncoso en el Universidad de Concepción 1 - 1 Deportes Iquique (Fecha 4).
- Goles más cercanos al final del encuentro: anotados en el minuto 95 por Christofer Gonzales en el Everton 2 - 3 Colo-Colo (Fecha 13).
- Mayor número de goles marcados en un partido: 7 goles. 
  - Unión Española 5 - 2 Deportes Temuco. (Fecha 3).
  - Santiago Wanderers 5 - 2 Palestino. (Fecha 8).
  - Audax Italiano 5 - 2 Universidad Católica. (Fecha 10).
  - Universidad Católica 5 - 2 O'Higgins. (Fecha 11)
- Mayor victoria de local:
  - Deportes Antofagasta 5 - 0 Universidad de Concepción. (Fecha 3).
- Mayor victoria de visita:
  - San Luis 0 - 5 Deportes Antofagasta. (Fecha 5).

### Rachas de equipos
- Racha más larga de victorias: de 4 partidos.
  - Unión Española (Fecha 3 – 6).
- Racha más larga de partidos sin perder: de 9 partidos.
  - Deportes Iquique (Fecha 1 – 9).
  - Everton (Fecha 1 – 9).
- Racha más larga de derrotas: de 5 partidos.
  - Cobresal (Fecha 3 – 7).
- Racha más larga de partidos sin ganar: de 9 partidos.
  - Cobresal (Fecha 3 – 11).
  - Palestino (Fecha 1 – 9).

## Asistencia en los estadios
Fecha de actualización: 21 de mayo de 2017

### 20 partidos con mejor asistencia
| Fecha | Estadio                          | Ciudad/Comuna         | Local                     | Visita                    | Público |
| ----- | -------------------------------- | --------------------- | ------------------------- | ------------------------- | ------- |
| 15    | Nacional Julio Martínez Prádanos | Ñuñoa (Santiago)      | Universidad de Chile      | San Luis                  | 46.703  |
| 9     | Nacional Julio Martínez Prádanos | Ñuñoa (Santiago)      | Universidad de Chile      | Colo-Colo                 | 43.278  |
| 14    | Monumental                       | Macul (Santiago)      | Colo-Colo                 | Deportes Antofagasta      | 38.996  |
| 13    | Nacional Julio Martínez Prádanos | Ñuñoa (Santiago)      | Universidad de Chile      | Cobresal                  | 38.019  |
| 5     | Monumental                       | Macul (Santiago)      | Colo-Colo                 | Universidad Católica      | 33.765  |
| 7     | Nacional Julio Martínez Prádanos | Ñuñoa (Santiago)      | Universidad de Chile      | Unión Española            | 33.677  |
| 12    | Monumental                       | Macul (Santiago)      | Colo-Colo                 | Palestino                 | 31.760  |
| 11    | Nacional Julio Martínez Prádanos | Ñuñoa (Santiago)      | Universidad de Chile      | Santiago Wanderers        | 29.370  |
| 2     | Nacional Julio Martínez Prádanos | Ñuñoa (Santiago)      | Universidad de Chile      | Deportes Temuco           | 22.432  |
| 4     | Nacional Julio Martínez Prádanos | Ñuñoa (Santiago)      | Universidad de Chile      | Everton                   | 20.780  |
| 10    | Monumental                       | Macul (Santiago)      | Colo-Colo                 | Universidad de Concepción | 19.202  |
| 7     | Monumental                       | Macul (Santiago)      | Colo-Colo                 | Huachipato                | 16.723  |
| 8     | Alcaldesa Ester Roa Rebolledo    | Concepción            | Universidad de Concepción | Universidad de Chile      | 16.652  |
| 4     | Germán Becker                    | Temuco                | Deportes Temuco           | Colo-Colo                 | 14.323  |
| 3     | Monumental                       | Macul (Santiago)      | Colo-Colo                 | O'Higgins                 | 12.224  |
| 2     | Sausalito                        | Viña del Mar          | Everton                   | Universidad Católica      | 11.516  |
| 12    | San Carlos de Apoquindo          | Las Condes (Santiago) | Universidad Católica      | Universidad de Chile      | 11.326  |
| 8     | San Carlos de Apoquindo          | Las Condes (Santiago) | Universidad Católica      | Deportes Temuco           | 10.041  |
| 4     | San Carlos de Apoquindo          | Las Condes (Santiago) | Universidad Católica      | Unión Española            | 10.027  |
| 2     | Monumental                       | Macul (Santiago)      | Colo-Colo                 | Audax Italiano            | 9.915   |

### Promedio de asistencia por equipos
| #  | Club                      | Promedio | Partidos de local | Estadio |
| -- | ------------------------- | -------- | ----------------- | --- |
| 1  | Universidad de Chile      | 33.465   | 7                 | Nacional Julio Martínez Prádanos (Ñuñoa, Gran Santiago) |
| 2  | Colo-Colo                 | 23.229   | 7                 | Monumental (Macul, Gran Santiago) |
| 3  | Universidad Católica      | 9.075    | 7                 | San Carlos de Apoquindo (Las Condes, Gran Santiago) |
| 4  | Deportes Temuco           | 6.890    | 7                 | Germán Becker (Temuco) |
| 5  | Everton                   | 6.682    | 7                 | Sausalito (Viña del Mar) |
| 6  | O'Higgins                 | 5.918    | 7                 | El Teniente (Rancagua) |
| 7  | Santiago Wanderers        | 5.404    | 8                 | Elías Figueroa Brander (Valparaíso) |
| 8  | Universidad de Concepción | 3.847    | 8                 | Ester Roa Rebolledo (Concepción) |
| 9  | Unión Española            | 3.490    | 8                 | Santa Laura (Independencia, Gran Santiago) |
| 10 | Audax Italiano            | 3.225    | 7                 | Bicentenario de La Florida (La Florida, Gran Santiago) |
| 11 | San Luis                  | 2.943    | 8                 | Lucio Fariña Fernández (Quillota) |
| 12 | Palestino                 | 2.670    | 8                 | La Cisterna (La Cisterna, Gran Santiago) (6 partidos) Nacional Julio Martínez Prádanos (Ñuñoa, Gran Santiago) (1 partido) Santa Laura (Independencia, Gran Santiago) (1 partido) |
| 13 | Deportes Iquique          | 2.324    | 8                 | Cavancha (Iquique) |
| 14 | Huachipato                | 2.292    | 8                 | Huachipato-CAP Acero (Talcahuano) |
| 15 | Deportes Antofagasta      | 2.269    | 8                 | Calvo y Bascuñán (Antofagasta) |
| 16 | Cobresal                  | 1.654    | 7                 | El Cobre (El Salvador) (6 partidos) La Portada (La Serena) (1 partido) |